# 西南伍爾弗漢普頓 (英國國會選區)
西南伍爾弗漢普頓（英語：Wolverhampton South West），英國國會一自治市選區，位於英格蘭西米德蘭茲郡伍爾弗漢普頓西部，包括七個地方選區。
該區自1950年創設以來一直支持保守黨，1997年工黨才首次於本區勝出。但在2010年大選中保守黨的保羅·厄帕爾以691票之差，即40.7%選票擊敗了尋求連任、工黨的羅伯·馬里斯。